# Ключарки
Ключарки́ — село у Мукачівській міській громаді Мукачівського району Закарпатської області України, поруч з с. Нове Давидково, Павшино та замком Паланок, біля автомобільного шляху Т0710, що поєднує Мукачево з Чопом (на ділянці Паланок—Страбичово—Велика Добронь), приблизно за 5 км на північ від районного центру.

## Історія
В околицях Ключарки в кінці ХІХ століття Т.Легоцький засвідчив курганну групу. В 1881 році у дворі лісника знайдено срібну монету імператора Траяна.
У 1773-році вперше згадуються як Klucsarka.
Пізніше назви змінюються: 1808- Klucsárka, Klučárka, Klučarky, 1851-Klucsárka, 1913- Várkulcsa, 1925-Klučarky, 1944-Várkulcsa, 1983-Ключарки.
У 2000 році Апостольський адміністратор Закарпаття єпископ Антал Майнек консекрував новозбудований у Ключарках храм, споруджений замість старого. 2001 року тут було засновано парафію.
Село засноване в середині 14 століття (з інших джерел — в 11 ст.) та вперше згадується в письмових джерелах у 1773 році.
До 1920 р. і в період 1938—1944 Ключарки входили до складу Угорського Королівства у складі комітата Берег, або Березької жупи.
З 1920 до 1938 року у складі Підкарпатської Русі (Підкарпаття) село належало першій Чехословацькій Республіці, після Другої Світової війни відійшло до Української РСР.
Напередодні Другої Світової війни, у березні 1939 року, село було окуповано угорцями. Ключарки було взято Радянською Армією 6 жовтня 1944 року.
Церква Покрови пр. богородиці. 1900.
У першій половині XIX ст. Ключарки з населенням 815 осіб греко-католицького віровизнання були філією Нового Давидкова.
З 1888 р. існує своя парохія. Першим священиком, згаданим у документах, був Андрій Голиш. Муровану церкву спорудили на місці старої дерев’яної церкви св. Марії. Розказують, що церкву будували сім років. У 1982 р. Іван Андрішко з Приборжавського наново розмалював інтер’єр.
У 1987 р. проведено загальний ремонт храму.

## Населення
У 1877 р. населення Ключарків становило 592 русинів, угорців та євреїв і складалося з таких релігій: греко-католики (461); римо-католики (76); юдеї (54) та реформатори (1).
У 1944 році Ключарки все ще були невеликим селищем лише на кількох вулицях, що межують з головною дорогою від Мукачево до Чопу, сьогоднішнього пункту пропуску до Угорщини. До цього часу село було заселено головним чином угорцями, німцями (швабами) та русинами. Також чеські та єврейські сім'ї налічували близько 120 осіб. Сьогодні Ключарки — це досить велике село, у тому числі угорців, українців або русинів, росіян. Більшість німців та чехів повернулися до своїх країн.
Згідно з переписом УРСР 1989 року чисельність наявного населення села становила 2592 особи, з яких 1254 чоловіки та 1338 жінок.
За переписом населення України 2001 року в селі мешкали 2624 особи.

### Мова
Розподіл населення за рідною мовою за даними перепису 2001 року:
| Мова       | Відсоток |
| ---------- | -------- |
| українська | 98,10 %  |
| російська  | 1,29 %   |
| німецька   | 0,27 %   |
| угорська   | 0,23 %   |
| молдовська | 0,08 %   |
| білоруська | 0,04 %   |

## Геноцид євреїв
Перші євреї, ймовірно, оселилися в Ключарах на початку 19 століття. Юдеї з Ключарків тоді відвідували синагогу в Ново-Давидково, втім згодом побудували власну невелику синагогу з міквою, що межувала з головною дорогою. Під час угорської окупації з березня 1939 року почалося переслідування євреїв, їх діяльність була заборонена. У 1941 році євреї з Ключарків були призвані до примусових трудових батальйонів, а інші були призвані на службу на східному фронті, де більшість померло. У серпні 1941 року ряд єврейських сімей, які не мали угорського громадянства, були вислані в Кам'янець-Подільський — на українську територію, окуповану нацистами — і там були вбиті. Євреї, що залишилися в Ключарках, були вислані в концтабір Аушвіц в середині травня 1944 року.
Більшість євреїв з Ключарків були вбиті в Освенцимі. З тих, хто вижив, до Ключарків повернулися представники таких родин, як Фехтель (Fechtel), Фукс (Fuchs), Хальперт (Halpert), Кац (Katz) та Зіглер (Ziegler), втім зрештою вони залишили село.

## Відомі постаті
- Габовда Янош Павлович — радянський футболіст.
- Кучінка Магдалина Юліївна (1954) — заслужений майстер народної творчості України.
- Решко Стефан Михайлович — радянський футболіст.

## Туристичні місця
- храм Покрови пр. богородиці. 1900.
- давнє кладовище
- храм Доброго Пастиря